# Liste der angolanischen Botschafter in Kap Verde
Die Botschaft des südwestafrikanischen Staats Angola in Kap Verde befindet sich in der Hauptstadt Praia, in der Rua Dr. Manuel Duarte Nr. 13 im Prainha-Viertel. Ihr Amtsbezirk umfasst auch den Senegal.
Beide Länder waren seit der Ankunft der portugiesischen Seefahrer im 15. Jahrhundert portugiesische Kolonien bis zu ihrer Unabhängigkeit 1975. Bis heute sind sie durch gemeinsame historische, kulturelle, wirtschaftliche und politische Prägungen verbunden. Sie gehören zu den afrikanischen Staaten mit Amtssprache Portugiesisch (PALOP) und sind Gründungsmitglieder der Gemeinschaft der Portugiesischsprachigen Länder (seit 1996).
1977 gingen sie offizielle diplomatische Beziehungen ein, seit 2000 akkreditieren sich angolanische Vertreter beim Präsidenten von Kap Verde.
| Ernannt / Akkreditiert | Botschafter                        | Bemerkungen                                                                    | ernannt von             | akkreditiert bei             | Posten verlassen |
| ---------------------- | ---------------------------------- | ------------------------------------------------------------------------------ | ----------------------- | ---------------------------- | ---------------- |
| 2000                   | José César Augusto (Kiluanje)      | akkreditierte sich am 24. Mai 2000 als erster Botschafter Angolas in Kap Verde | José Eduardo dos Santos | António Mascarenhas Monteiro |                  |
| 2011                   | Josefa Guilhermina Coelho da Cruz  | bis zum 26. Juli 2019 im Amt                                                   | José Eduardo dos Santos | Pedro Pires                  |                  |
| 2019                   | Júlia de Assunção Cipriano Machado |                                                                                | João Lourenço           | Jorge Carlos Fonseca         |                  |